# Митна політика
Митна політика — це набір правил, регуляцій і процедур, встановлених урядом або митним органом для контролю переміщення товарів та людей через кордони країни. Митна політика спрямована на сприяння міжнародній торгівлі, одночасно забезпечуючи економічні інтереси країни, національну безпеку, громадське здоров'я та довкілля.

## Цілі митної політики
Основні цілі митної політики включають:
- Сприяння торгівлі — спрощення та прискорення переміщення товарів через кордони, мінімізуючи затримки та адміністративні витрати. Це включає впровадження ефективних процедур митного оформлення, спрощення вимог до документації та використання сучасних технологій для митного контролю.
- Збір доходів — податку на додану вартість, акцизу та мита, що стягуються з товарів, що ввозяться в країну. Ці доходи сприяють фінансуванню державного бюджету та використовуються для забезпечення громадських послуг та розвитку інфраструктури.
- Захист вітчизняних галузей від недобросовісної конкуренції — шляхом встановлення мит або обмежень на ввезення певних товарів. Ці заходи спрямовані на підтримку вітчизняного виробництва, забезпечення зайнятості та збереження балансованого торговельного середовища.
- Громадське здоров'я та безпека — щоб імпортовані товари відповідали стандартам здоров'я, безпеки та якості. Це включає перевірку та підтвердження відповідності продуктів вимогам, таким як безпека харчових продуктів, маркування товарів та захист прав споживачів.
- Безпека та правоохоронна діяльність — запобігання ввезенню незаконних товарів, контрабанди або небезпечних матеріалів. Митні органи співпрацюють з іншими правоохоронними органами для виявлення та боротьби з контрабандою, торгівлею наркотиками, порушенням прав інтелектуальної власності та іншими незаконними діями.

Митна політика варіюється в різних країнах і підпорядковується міжнародним угодам та регіональним торговельним блокам. Ці політики контролюються митними органами, які мають повноваження проводити огляди, оцінювати митну вартість та накладати покарання за порушення митних правил.

## Митна політика в Україні

### Правові засади і функції
Митна політика ґрунтується на вимогах Конституції України. Так, ст. 2 Основного Закону проголошує, що суверенітет України поширюється на всю її територію, яка, в межах існуючого кордону, є цілісною і недоторканною. Ст. 18 Конституції України визначає, що зовнішньополітична діяльність України спрямована на забезпечення її національних інтересів і безпеки шляхом підтримання мирного і взаємовигідного співробітництва з членами міжнародного співтовариства за загальновизнаними принципами і нормами міжнародного права. Відповідно до вимог ст. 9 Конституції України чинні міжнародні договори, згода на обов'язковість яких надана Верховною Радою України, є частиною національного законодавства України. Вищезгадані та інші конституційні положення визначають зміст та спрямованість державної митної політики України, ефективна реалізація якої є невід'ємною умовою сталого економічного, політичного та соціального розвитку нашої держави. До основних нормативних актів, що розкривають мету, цілі та завдання можна зарахувати Митний кодекс України, Закони України «Про зовнішньоекономічну діяльність», «Про Митний тариф України», міжнародні договори України тощо.
У Митному кодексі України є окрема стаття, яка містить визначення митної політики:
| Стаття 5. Державна митна політика 1. Державна митна політика - це система принципів та напрямів діяльності держави у сфері захисту митних інтересів та забезпечення митної безпеки України, регулювання зовнішньої торгівлі, захисту внутрішнього ринку, розвитку економіки України та її інтеграції до світової економіки. Державна митна політика є складовою частиною державної економічної політики. |
До основних функцій належать: фіскальна; економічна; регулятивна; захисна; контрольно-організаційна; інформаційно-статистична; міжнародно-політична.

### Інтерпретації
Усі відомі інтерпретації митної політики викладені в науковій літературі, залежно від підходу до цього поняття, можна об'єднати в чотири основні групи: владно-правовий, організаційно-інституціональний, економічний та психоетичний.
Владно-правовий підхід: тлумачення митної політики орієнтується на висвітлення її основних положень через дії, спрямовані на здобуття, утримання та використання державної влади в сфері регулювання зовнішньоекономічної діяльності. В межах цього підходу митна політика трактується як система або комплекс заходів, правил регулювання ЗЕД, перш за все адміністративно-владного характеру або ж як упорядкованість та регулятивність в цій сфері — за допомогою нормативно-правової бази.
Відповідно до організаційно-інституційного підходу митна політика формується через державні організації та інститути, в яких вона розробляється, визначається й реалізується. До таких державних інституцій в першу чергу належить Верховна Рада України, Кабінет Міністрів України та інші органи виконавчої влади.
Економічний підхід до митної політики пов'язаний в основному з запровадженням в життя внутрішньої та зовнішньої економічної політики держави, заснованої на протекціонізмі, вільній торгівлі чи гармонійному поєднанні двох попередніх напрямів.
Психоетичний підхід до митної політики пов'язаний насамперед з тим, що політика — це своєрідна характеристика відносин, що складаються в процесі її розробки, прийняття та реалізації. митної політики з психоетичних позицій — це область продуманих конфліктно-консенсусних кроків, маневрів, лавірувань, вимушених компромісів, погоджень, натисків та бар'єрів.
Усі чотири складові митної політики взаємопов'язані та взаємозалежні, тому усі вони важливі і повинні мати рівнозначне значення.

### Механізм формування та реалізації
Формування і реалізація митної політики — складний процес, участь у якому беруть всі три гілки державної влади — законодавча, виконавча і судова.
Митна політика — система орієнтирів (рамкових стандартів) митного регулювання, зорієнтована на забезпечення економічних інтересів і цілей держави. 
На етапі формування митної політики суспільні уявлення про митне регулювання та митну справу у взаємозв'язку та взаємозалежності з економічними інтересами і цілями держави впливають на визначення орієнтирів (рамкових стандартів) митного регулювання.

### Інституційний механізм
Інституційний механізм формування та реалізації митної політики — це певна система взаємодіючих суб'єктів (інститутів), які забезпечують цілісність, безперервність процесу регулювання суспільних відносин у митній галузі (Верховна рада України, Кабінет Міністрів України, Міністерство фінансів України), а також створюють необхідні умови для задоволення постійно виникаючих і найбільш значущих потреб об'єктів митної політики (Державна митна служба України).

### Функціональний механізм
Функціональний механізм формування та реалізації митної політики — це раціональна сукупність форм, методів (способів, прийомів) її формування та реалізації, порядок використання державними інституціями інструментів митного регулювання.
Суспільні уявлення про митні інтереси держави впливають на основні механізми М. П., до яких належать митно-тарифні заходи, нетарифні (паратарифні) заходи та механізм їх реалізації — митна справа.
Вплив держави в особі митних органів на інших суб'єктів митних відносин, причетних до переміщення товарів та транспортних засобів, з метою підпорядкування їхніх дій своїм економічним інтересам, запускає механізм митного регулювання, який реалізовується через митну справу.
М.п. реалізує як економічні, так і політичні цілі, що визначаються державним устроєм, чинною законодавчою базою та соціально-економічним напрямом розвитку суспільства.
Як орган, створений державою, митна служба повинна бути надійним виконавцем регулювання зовнішньоекономічної діяльності й гарантом дотримання митного законодавства.
Відповідальним за формування М.п. в Україні визначено Міністерство фінансів України.
Цілі й завдання митній службі для реалізації митної справи визначаються на основі аналізу стану митної безпекоспроможності країни, яка є результатом визначення множини організаційно-економічних показників стану захисти держави від визначених зовнішніх загроз та стану діяльності митної служби у вигляді якісних характеристик та кількісних індикаторів, які оцінюють можливість здійснення митної справи на визначеному рівні надійності.
Під механізмами М.п. слід розуміти сукупність інститутів, що беруть участь у формуванні та реалізації М.п. (інституціональна складова), а також нормативно визначений набір форм здійснення митної справи і методів її реалізації, порядки використання компетентними державними органами, підприємцями та громадянами інструментів митного регулювання (функціональна складова).
Суб'єктами формування та реалізації М.п. та носіями відповідних економічних і політичних інтересів можуть бути: внутрішні державні інститути відповідно до обсягів закріплених за ними повноважень у митній галузі; підприємці, які виконують функцію допоміжних органів (власники митних складів, терміналів, перевізники, брокери та декларанти тощо); різні недержавні інститути, представлені спілками підприємців, експортерів чи імпортерів, торгово-промисловими палатами, іншими організаціями ділових кіл, а також політичними партіями та громадськими організаціями й асоціаціями, які беруть участь у механізмах формування та реалізації М.п., передбаченими законом, засобами й методами (через представництво в парламенті, уряді, різних дорадчих органах та ін.); суб'єкти міжнародного регулювання (іноземні держави, міжнародні організації), що беруть участь у формуванні та реалізації М.п. через міжнародно-договірний механізм та інтеграційні структури.

## Форми митної політики
Існують дві основні форми митної політики: протекціоністська та політика вільної торгівлі. Протекціоністська митна політика спрямована на створення найбільш сприятливих умов для розвитку вітчизняного виробництва та внутрішнього ринку. Її основні цілі досягаються шляхом запровадження високого рівня митного обкладення на імпортовані товари. На відміну від протекціонізму, політика вільної торгівлі припускає мінімальний рівень обкладення митом і спрямована на заохочення ввозу іноземних товарів на внутрішній ринок країни.

## Додаткові джерела та література
- П. В. Пашко Митна безпека (теорія, методологія та практичні рекомендації) / Монографія. — Одеса: АТ «ПЛАСКЕ», 2009. — 628 с., іл.
- І. Г. Бережнюк Митне регулювання України: національні та міжнародні аспекти / Монографія.— Дніпропетровськ: Академія митної служби України, 2009. — 543 с.
- Д. В. Приймаченко . Митна політика / Енциклопедія Сучасної України: електронна версія [онлайн] / гол. редкол.: І. М. Дзюба, А. І. Жуковський, М. Г. Железняк та ін.; НАН України, НТШ. Київ: Інститут енциклопедичних досліджень НАН України, 2018.
- Д. В. Приймаченко Митна політика держави та її реалізація митними органами / Монографія. — Дніпропетровськ: Академія митної служби України, 2006. —332 с.
- Л. С. Поліщук. Митна політика // Українська дипломатична енциклопедія: У 2-х т./Редкол.:Л. В. Губерський (голова) та ін. — К.:Знання України, 2004 — Т.2 — 812с. ISBN 966-316-045-4